# Mourão (freguesia)
Mourão is een plaats (freguesia) in de Portugese gemeente Mourão en telt 2111 inwoners (2001).